# Vlača
Vlača – wieś (obec) na Słowacji położona w kraju preszowskim, w powiecie Vranov nad Topľou. Pierwsze wzmianki o miejscowości pochodzą z 1349 roku.
Według danych z dnia 31 grudnia 2012 roku, wieś zamieszkiwało 229 osób, w tym 115 kobiet i 114 mężczyzn.
W 2001 roku pod względem narodowości i przynależności etnicznej 99,58% mieszkańców stanowili Słowacy, a 0,42% Rusini.
Ze względu na wyznawaną religię struktura mieszkańców kształtowała się w 2001 roku następująco:
- Katolicy rzymscy – 35%
- Grekokatolicy – 43,33%
- Ewangelicy – 17,92%
- Prawosławni – 0,83%
- Ateiści – 2,92%